# Mariam Ruhin
Mariam Gitti Ruhin (* 24. Oktober 1993 in Hamburg, Deutschland) ist eine deutsch-afghanische Fußballspielerin, die international für die afghanische Frauen-Nationalmannschaft auflief.

## Karriere

### Vereinskarriere
Ruhin startete ihre Karriere im April 2007 in der Jugend von Einigkeit Wilhelmsburg, wo sie 2009 Norddeutscher Vizepokalsieger der B-Jugend wurde. 2011 rückte die defensive Mittelfeldspielerin in die Seniorenmannschaft von Wilhelmsburg auf und wurde 2012 Meister der Bezirksliga Hamburg und 2013 Meister der Landesliga, mit dem ESV Einigkeit. In Wilhelmsburg spielt sie mit den afghanischen Nationalspielerinnen Manija Mir und ihrer Schwester Shebnam Ruhin.

### Nationalmannschaft
Ruhin stand seit 2011 in der Nationalmannschaft Afghanistans und nahm für das Team, im September 2012 in Sri Lanka und im Dezember 2016 an den Fußball-Südasienmeisterschaft der Frauen in Indien teil. Im Sommer 2018 trat sie aufgrund der im Sommer 2018 eingeführten Vorschrift, dass die Spielerinnen einen Hijab tragen mussten, aus der Nationalmannschaft zurück. Damals wurden auch sexuelle Missbräuche um den ehemaligen Verbandspräsidenten Keramuddin Keram bekannt.

## Persönliches
Mariam's Schwester Shabnam, spielte ebenfalls für die Afghanische Fußballnationalmannschaft der Frauen, die mit ihr gemeinsam bei ESV Einigkeit Wilhelmsburg spielt.